# Take Me to the River
Take Me to the River è un brano musicale del 1974 scritto da Al Green e Teenie Hodges. La versione originale del 1974 è stata interpretata da Al Green per il suo album Al Green Explores Your Mind e prodotta da Willie Mitchell.

## Versione dei Talking Heads
Nel 1978 il gruppo Talking Heads ha pubblicato il brano come singolo estratto dall'album More Songs About Buildings and Food, coprodotto da Brian Eno. 

### Tracce
- 7"

1. Take Me to the River
2. Thank You for Sending Me an Angel

## Altre cover
- Il cantante e produttore Syl Johnson ha inciso il brano nel 1975.
- Il gruppo musicale Foghat ha registrato il brano inserendolo nell'album Night Shift del 1976.
- Claudja Barry ha registrato una sua versione dance per l'album Made in Hong Kong (1981).
- Tina Turner ha pubblicato il singolo Break Every Rule nel 1987, in cui è presente come B-side la sua versione del brano.
- Annie Lennox ha inserito la sua versione nell'album di cover Medusa nel 1995.
- Fausto Leali ha inciso una versione italiana del brano, intitolata Prima di morire e inserita nell'album Non solo blues del 1996.
- Zucchero Fornaciari ha campionato parte della melodia per la realizzazione del brano Baila contenuto in Shake del 2001, alle registrazioni del quale ha partecipato lo stesso Al Green.
- Lorde ha inserito la sua versione nell'album di tributo della band Stop Making Sense A Tribute Album nel 2024